# Comisión de Ciencia del Congreso de los Diputados
La Comisión de Ciencia, Innovación y Universidades es una comisión parlamentaria del Congreso de los Diputados que fiscaliza las actuaciones del Ministerio de Ciencia, Innovación y Universidades y debate sobre las competencias de éste en política científica, tecnológica y las universidades españolas. Su actual presidente es Joan Mena Arca, del Grupo Confederal de Unidas Podemos-En Comú Podem-Galicia en Común.

## Historia
Se crea mayo de 1979 con la denominación de Comisión de Universidades e Investigación, asumiendo la capacidad de legislar sobre las competencias científicas del hasta entonces Ministerio de Educación y Ciencia y la capacidad de controlar al Ministerio de Universidades e Investigación. Dos años más tarde la comisión se suprime al reagruparse las competencias científicas en la Comisión de Educación. Se vuelve a crear en el 2000 bajo el nombre de Comisión de Ciencia y Tecnología aunque las competencias sobre la política universitaria se mantiene en Educación.
De nuevo en 2004 se suprime reintegrándose en Educación y se vuelve a recuperar en la IX legislatura con la denominación de Comisión de Ciencia e Innovación, con competencias en universidades hasta 2009. A partir de 2012 la política científica se integra en la Comisión de Economía hasta 2018, que con la recuperación del Ministerio de Ciencia se recupera asimismo la Comisión.

## Presidentes
Desde su creación en 1979, seis personas han ocupado la presidencia:
| Presidente                      | Partido político | Circunscripción | Mandato   |
| ------------------------------- | ---------------- | --------------- | --------- |
| Carmela García-Moreno           | UCD              | Madrid          | 1979-1981 |
| Xavier Trias                    | CiU              | Barcelona       | 2000-2004 |
| Miguel Buen                     | PSOE             | Guipúzcoa       | 2008-2009 |
| María Teresa Rodríguez Barahona | PSOE             | Álava           | 2009-2011 |
| Joan Baptista Olòriz Serra      | PSOE             | Gerona          | 2018-2019 |
| Joan Mena Arca                  | En Comú Podem    | Barcelona       | 2019      |
| Gerardo Pisarello Prados        | En Comú Podem    | Barcelona       | 2019-2023 |
| María Sandra Moneo Díez         | PP               | Burgos          | 2023-     |

## Composición actual
| Mesa de la Comisión | Mesa de la Comisión | Mesa de la Comisión | Mesa de la Comisión                                                                       | Mesa de la Comisión                                                               | Mesa de la Comisión                        | Mesa de la Comisión               | Mesa de la Comisión               |
| Presidente | Presidente | Vicepresidente primero | Vicepresidente primero                                                                    | Vicepresidente segundo                                                            | Vicepresidente segundo                     | Secretario primero                | Secretario segundo                |
| --- | --- | --- | ----------------------------------------------------------------------------------------- | --------------------------------------------------------------------------------- | ------------------------------------------ | --------------------------------- | --------------------------------- |
| Joan Mena Arca (UP) | Joan Mena Arca (UP) | Miguel Ángel González Caballero (PSOE) | Miguel Ángel González Caballero (PSOE)                                                    | Jaime de Olano (PP)                                                               | Jaime de Olano (PP)                        | Helena Caballero Gutiérrez (PSOE) | Rubén Gómez González (Cs)         |
| Miembros de la Comisión | | |                                                                                           |                                                                                   |                                            |                                   |                                   |
| Grupo Socialista | Grupo Popular | Grupo Ciudadanos | Grupo Unidas podemos                                                                      | Grupo VOX                                                                         | Grupo ERC                                  | Grupo Vasco                       | Grupo Mixto                       |
| - Javier Alfonso Cendón - Roberto García Morís - María Concepción Ruiz López - Juan Francisco Serrano Martínez - Patricia Blanquer Alcaraz - Ariagona González Pérez - José Javier Izquierdo Roncero - Pau Marí-Klose - María Ángeles Marra Domínguez - María Marrodán Funes - María Luz Martínez Seijo - Arnau Ramírez Carner - Juan Luis Soto Burillo | - María del Carmen Hernández Bento - Silvia Valmaña Ochaíta - María Luisa Del Moral Lea - María Jesús Moro Almaraz - Sandra Moneo Díez - María del Carmen Navarro Lacoba - Víctor Píriz | - Rodrigo Gómez García - Marta Martín Llaguno - Manuel Hernández Muñoz - Irene Rivera Andrés - José Luis Martínez González - Aurora Nacarino-Brabo Jiménez | - Javier Sánchez Serna - Pablo Echenique - Alejandro García Orta - María Márquez Guerrero | - Ricardo Chamorro Delmo - Ignacio Garriga Vaz de Concicao - José Ramírez del Río | - Norma Pujol Farré - Marta Rosique Saltor | - Josune Gorospe                  | - Laura Borràs - José María Mazón |
| Fuente: | | |                                                                                           |                                                                                   |                                            |                                   |                                   |